# إحسان شنر
إحسان شَنَر (بالتركية: İhsan Şener)‏, (ولد: 1 يناير 1965, «كورغان» في اُرْدو، تركيا) عالم إلهيات، فيلسوف، سياسي، ومستشار سياسي تركي. ونائب سابق في البرلمان التركي لأكثر من دورة ممثلا عن حزب العدالة والتنمية.